# 린비 철로
린비 철로(중국어 간체자: 林碧铁路, 정체자: 林碧鐵路, 병음: Linbi Tielu)는 중국 국철 소속의 철도 노선으로, 헤이룽장성 다싱안링 지구 신린 구의 린하이(林海) 역에서 비슈이(碧水) 역까지를 잇는다.

## 노선 개요
오지를 달리는 지선으로, 정기 여객 열차는 2012년 현재 1왕복 밖에 운행되지 않는다.
- 길이 : 115km
- 궤간 : 1435mm 표준궤
- 관할 : 하얼빈 철로국
- 역 수 : 7(시종점역 및 폐역 포함)
- 전철화된 구간 : 없음

## 연혁
- 1966년 6월 : 착공
- 1970년 7월 : 개통

## 접속 노선
- 린하이 역 : 푸씨 철로